# Fernando Cáceres
Fernando Gabriel Cáceres (* 7. Februar 1969 in San Isidro) ist ein ehemaliger argentinischer Fußballspieler. Er nahm an der Fußball-Weltmeisterschaft 1994 teil.

## Karriere

### Verein
Cáceres begann seine Karriere im Profifußball 1986 bei den Argentinos Juniors. Im Jahr 1991 wechselte er zum Club Atlético River Plate, mit dem er seinen ersten Titel, die Apertura 1991, gewann.
1993 wechselte Cáceres nach Spanien zu Real Saragossa, wo er 1994 die Copa del Rey gewann. Im Finale gegen Celta Vigo, das durch Elfmeterschießen entschieden wurde, verwandelte er als erster Schütze für Saragossa seinen Elfmeter zum zwischenzeitlichen 1:1. Durch den nationalen Pokalsieg war Saragossa für den Europapokal der Pokalsieger 1994/95 qualifiziert. Cáceres bestritt alle neun Spiele des Wettbewerbs, den Saragossa durch ein 2:1 nach Verlängerung im Finale gegen den FC Arsenal gewann.
1996 kehrte Cáceres für kurze Zeit nach Argentinien zu den Boca Juniors zurück. Am Ende des Jahres unterschrieb er einen Vertrag beim FC Valencia, für den er bis zum Ende der Saison 1997/98 spielte. Danach schloss er sich dem RC Celta de Vigo an. Mit Vigo qualifizierte er sich über den UEFA Intertoto Cup 2000 für den UEFA-Pokal 2000/01. Dort scheiterte das Team aus Galicien aufgrund der Auswärtstorregel im Viertelfinale am FC Barcelona. 2001 stand Cáceres in einer Neuauflage des Endspiels der Copa del Rey von 1994 seinem ehemaligen Klub Real Saragossa gegenüber. Auch diesmal behielt das Team aus Aragonien die Oberhand. In der Saison 2002/03 trug er mit 33 Einsätzen maßgeblich dazu bei, dass sich Vigo erstmals für die UEFA Champions League qualifizierte. Dort stieß Celta Vigo bis in das Achtelfinale vor, wo das Team gegen den FC Arsenal ausschied.
Nach einem viermonatigen Aufenthalt beim FC Córdoba in der Segunda División kehrte Cáceres im Januar 2005 wieder in sein Heimatland zum CA Independiente zurück. Im Jahr 2007 beendete er im Alter von 38 Jahren seine aktive Laufbahn bei den Argentinos Juniors, wo er 20 Jahre zuvor seine Karriere begonnen hatte.

### Nationalmannschaft
Cáceres gewann 1985 mit der argentinischen Mannschaft die U-16-Südamerikameisterschaft im eigenen Land und war dadurch für die U-16-Weltmeisterschaft 1985 in China qualifiziert. Beim 1:1 im Gruppenspiel gegen den späteren Vizeweltmeister Deutschland erzielte Cáceres den argentinischen Treffer. Am Ende der Vorrunde schieden die Argentinier als Gruppendritte aus.
Er gehörte zum Team der Argentinier, das die Copa América 1993 gewann. Im Finale gegen Mexiko wurde Cáceres in der 40. Spielminute für Kapitän Oscar Ruggeri eingewechselt.
Anlässlich der Weltmeisterschaft 1994 nominierte ihn Nationaltrainer Alfio Basile für das argentinische Aufgebot. Cáceres bestritt sämtliche Turnierspiele bis zur 2:3-Niederlage der Argentinier im Achtelfinale gegen Rumänien.
Auch für die Copa América 1995 wurde Cáceres vom neuen Nationaltrainer Daniel Passarella in den Kader des Titelverteidigers berufen. Cáceres kam mit Ausnahme der Partie gegen die USA in allen Spielen zum Einsatz. Argentinien scheiterte im Viertelfinale nach Elfmeterschießen an Brasilien.
Zwischen 1992 und 1997 bestritt Cáceres 24 Länderspiele für Argentinien, in denen er ein Tor erzielte.

## Nach der Karriere
Am 1. November 2009 wurde Cáceres bei dem Versuch krimineller Jugendlicher, sein Auto zu stehlen, durch einen Kopfschuss lebensgefährlich verletzt. Dabei wurde sein rechtes Auge zerstört. Zudem erlitt er eine Fraktur an der Schädelbasis. Cáceres wurde künstlich beatmet und in ein künstliches Koma versetzt. Um größeren Schaden zu vermeiden, wurde das Projektil nicht entfernt.
Im August 2013 wurde er erneut tätlich angegriffen. Ein Paar brach in seine Wohnung ein und entwendete einige wertvolle Gegenstände und Geld, das für seine Rehabilitation verwendet werden sollte.

## Erfolge
- Argentinischer Meister: Apertura 1991
- Spanischer Pokalsieger: 1994
- Gewinner des Europapokal der Pokalsieger: 1995
- UEFA Intertoto Cupsieger: 2000
- U-16-Südamerikameister: 1985
- Südamerikameister: 1993